# 松原秀一
松原 秀一（まつばら ひでいち、1930年（昭和5年）3月7日 - 2014年（平成26年）6月5日）は、日本のフランス文学者。慶應義塾大学名誉教授。

## 経歴
出生から修学期
1930年、外交官・言語学者の松原秀治の長男としてフランスのグルノーブルに生まれる。慶應義塾幼稚舎、慶應義塾普通部、慶應義塾大学経済学部予科を経て、慶應義塾大学経済学部に進学。1952年に卒業。同大学大学院に進み、1954年に仏文学修士号を取得。
仏文学者として
慶應義塾大学文学部教授をつとめた。1993年に慶應義塾大学を定年退職し、名誉教授となった。フランス国立ポワティエ大学名誉博士。高等実習学院（第四部）客員教授も勤めた。
学界では、国際アーサー王学会会員、国際七賢人協会会員、日仏会館常務理事を長く務めた。2014年6月5日午後6時37分、老衰のため東京都で死去。84歳没。

## 受賞・栄典
- 1985年：フランス政府よりレジオン・ドヌール勲章シュヴァリエを受章。

## 研究内容・業績
専攻はフランス中世文献学。

## 家族・親族
- 父方祖父：松原重栄
- 母方祖父：川崎友之介
- 父：松原秀治は外交官・言語学者。
- 妹：松原治子は作家。菅原治子あるいは小山七々子の筆名で童話集や随筆集を出版している。
- 妻：松原文子は翻訳家。橋本文夫の娘。『ちっちゃな淑女たち　カミーユとマドレーヌの愛の物語』（セギュール夫人原作、平岡瑤子と共訳、小学館、1970年）を出版している。序文は三島由紀夫が寄稿している(共訳者が三島夫人で友人のため)。

## 著作
著書
- 『フランス語の文法：理解と応用』第三書房 1968
- 『ことばの背景：単語から見たフランス文化史』白水社(ふらんす双書) 1974
  - 『フランスことば事典』講談社学術文庫 1996[7]
- 『危ない話 続 ことばの背景』白水社(ふらんす双書) 1979
- 『中世の説話：東と西の出会い』東京書籍(東書選書) 1979
  - 『中世ヨーロッパの説話』中公文庫 1992[8]
- 『西洋の落語：ファブリオーの世界』東京書籍(東書選書) 1988
  - 文庫化 中公文庫 1997[9]
- 『異教としてのキリスト教』平凡社 1990
  - 再版 平凡社ライブラリー 2001[10]
- 『フランス文化万華鏡』松原秀一教授遺作集刊行委員会(遺稿集) 2016[11]

共著
- 『すなおなフランス語』(全3巻) ルネ・ラガッシュ,ルイ・ヴァリニー 第三書房 1961-1966
- 『仏作文の考え方』松原秀治共著、第三書房  1967
- 『フランス語らしく書く：仏作文の考え方』松原秀治、白水社 1995[12]
- 『死の発見 ヨーロッパの古層を訪ねて』養老孟司・荻野アンナ共著、岩波書店 1997[13]

共編著
- 『井筒俊彦とイスラーム：回想と書評』坂本勉と共著、慶応義塾大学出版会 2012
  - 新版 (井筒俊彦全集) 編集顧問
- 『フランス中世文学名作選』天沢退二郎・原野昇編集委員、白水社 2013

訳書
- 『ラテン文学史』ピエール・グリマル著、藤井昇共訳、白水社(文庫クセジュ) 1966[14]
- 『フランス語の歴史』アーバン・ホームズ,アレキサンダー・シュッツ著、大修館書店 1974
- 『判事ロイ・ビーン』ルネ・ゴッシニイ著、モリス画、ラッキー・ルーク共訳、双葉社 1974
- 『アステリックスの冒険』(全3巻) ルネ・ゴッシニイ著、アルベール・ユデルゾ画、西本晃二共訳、渡辺一夫・新倉俊一監修 双葉社 1974
- 『発明家の仕事』(ファーブル博物記 6) ファーブル著、大岡信・日高敏隆編集委員、岩波書店 2004[15][16]